# La Democracia (Escuintla)
Pour les articles homonymes, voir La Democracia.
La Democracia est une ville du Guatemala.